# 赤塔河

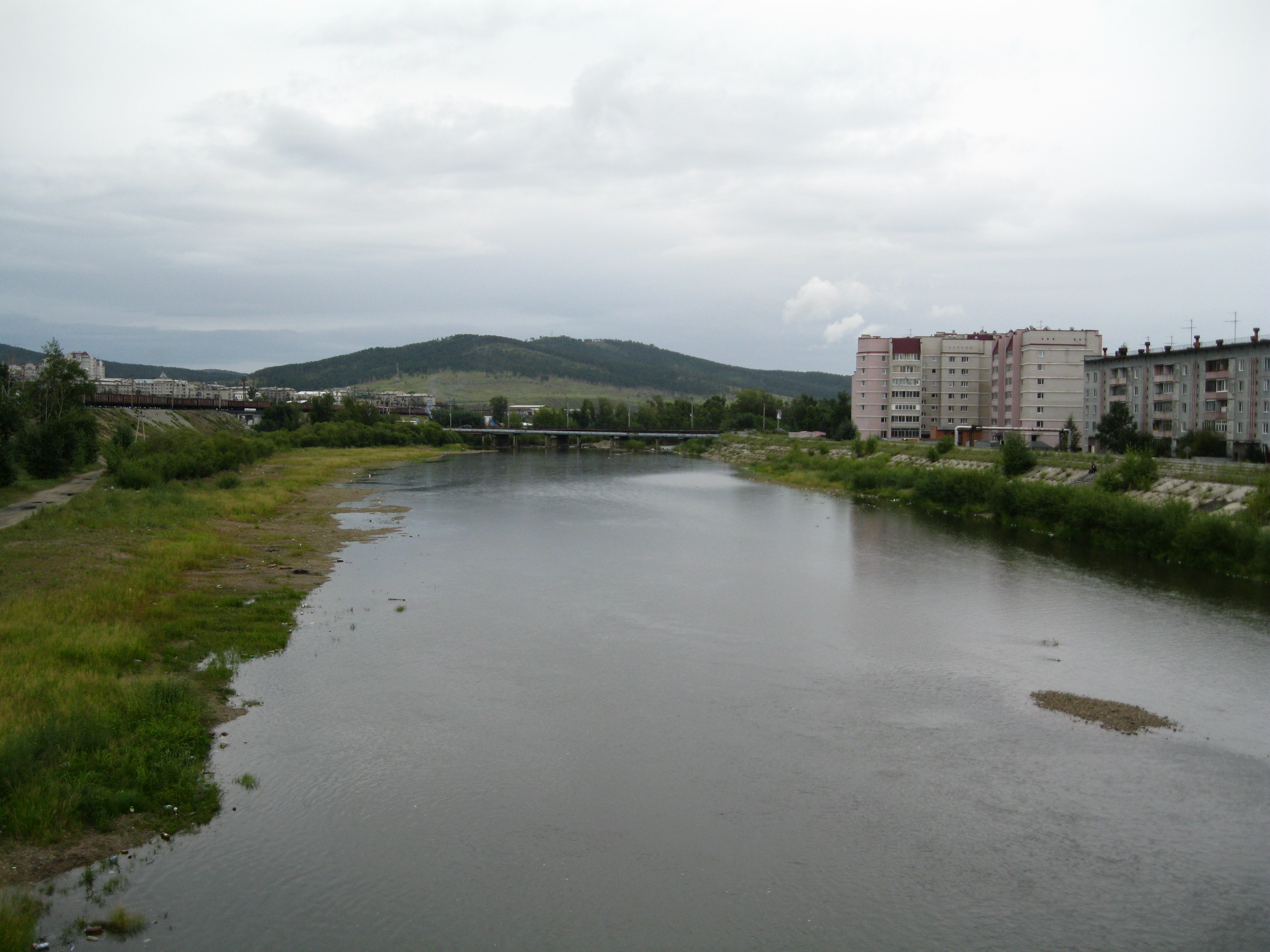
赤塔河

赤塔河是俄羅斯的河流，位於外貝加爾邊疆區內，屬於音果達河的左支流，河道全長210公里，流域面積4,200平方公里，河水主要來自雨水，在每年10月下旬至11月上旬開始結冰，直至翌年4月下旬，河畔城鎮有赤塔。